# Mesodinium chamaeleon
Mesodinium chamaeleon (лат.) — вид инфузорий из класса Litostomatea, необычный организм, которому присущи как черты животного, так и черты растения.
Инфузория была обнаружена в 2012 году сотрудником Копенгагенского университета Ойвиндом Мойструпом (дат. Øjvind Moestrup) в море около Скандинавского полуострова и Северной Америки.
Инфузории охотится, перемещаясь в воде с помощью покрывающих тело ресничек, однако некоторые виды рода Mesodinium ведут себя иначе: они поглощают микроскопических жгутиконосцев криптомонад и удерживают их внутри себя. Процесс фотосинтеза у водоросли при этом не прерывается, она снабжает инфузорию углеводами, а инфузория служит для водоросли передвижной защитой. Так, например, ведёт себя Mesodinium rubrum. Однако Mesodinium chamaeleon отличается от прочих: через несколько недель водоросль, попавшая внутрь инфузории, переваривается, то есть инфузория вновь ведёт себя как животное. По сути Mesodinium chamaeleon представляет собой то фотосинтезирующее растение, то животное-гетеротроф.
Видовое название chamaeleon дано за способность инфузории несколько раз в течение жизни менять цвет, в зависимости от того, зелёные или красные водоросли стали очередной добычей.

## Научная ценность
В отличие от другого растения-животного эвглены зелёной инфузория не содержит собственных хлоропластов. Предположительно в результате сходного процесса в клетках эукариот некогда появились митохондрии, а Mesodinium chamaeleon является иллюстрацией первого этапа этого процесса, когда хозяин ещё не может удержаться от того, чтобы переварить пойманную жертву. Лишь в дальнейшем отношения между хищником и жертвой стали развиваться по принципу эндосимбиоза.